# Frank Gerard Rozendaal
Frank Gerard Rozendaal (Bloemendaal, 9 mei 1957 – 3 december 2013)  was een Nederlands zoöloog en vooral ornitholoog. Hij was verder actief als schrijver, vertaler en fotograaf. Zijn zoölogisch onderzoek betrof vooral de vogels van Zuidoost-Azië. Verder droeg hij bij aan de systematiek van vleermuizen. Hij ondernam diverse reizen voor museumcollecties, eerst in Europa en het Nabije Oosten en tussen 1979 en 1991 naar Zuid-, Zuidoost- en Oost-Azië. Hij ontdekte diverse nieuwe soorten vogels en vleermuizen.

## Biografie
Frank Rozendaal behoorde in 1979 tot de oprichters van de Dutch Birding Association. In het eerste nummer van Dutch Birding schreef hij een artikel over geelsnavelduikers (Gavia adamsii) met zelf gemaakte illustraties. Daarna schreef hij alleen al tot 1999 meer dan 20 artikelen in dit blad. Hij studeerde biologie in Leiden en Utrecht en rondde in 1985 zijn studie af met een scriptie over het ornithologische werk  in Nederlands-Indië van Max Eduard Gottlieb Bartels en zonen (onder wie Max Bartels jr.).
In 1979-87 ontdekte hij in Zuidoost-Azië samen met zijn vrouw Caroline Rozendaal-Kortekaas nieuwe vogelsoorten: de roestbruine valkuil (Ninox ios) op Sulawesi (in 1999 en beschreven door Pamela Rasmussen), de yamdenastruikzanger (Horornis carolinae) op het eiland Yamdena (Tanimbareilanden). Samen met Frank Lambert herontdekte hij de ernstig bedreigde sangirlijsterdikkop (Coracornis sanghirensis) op Sangihe (Celebes). Samen met George Sangster beschreef hij in 2004 op basis van geluiden de Mees' nachtzwaluw (Caprimulgus meesi) op Flores en Soemba, die aanvankelijk als een ondersoort van de Horsfields nachtzwaluw werd beschouwd.  Hij schreef vijf artikelen over pitta's en beschreef een nieuwe ondersoort van de blauwstuitpitta (H. soror flynnstonei).  Hij is ook mede-auteur van de in 2000 beschreven taiwanstruikzanger (Locustella alishanensis).
Bovendien ontdekte hij nieuwe soorten vleermuizen waaronder Murina rozendaali (naar hem vernoemd en beschreven door Hill & Francis in 1984) en Syconycteris carolinae (vernoemd naar zijn vrouw). Tevens is hij de ontdekker van drie soorten libellen waarvan twee soorten door hem, samen met J. van Tol zijn beschreven (Cryptophaea vietnamensis en Rhinocypha watsoni).
Daarnaast  werkte hij als vertaler (zoals van de ANWB-vogelgids) en was medewerker aan andere veldgidsen over vogels in Zuidoost-Azië. Bovendien was hij kunstenaar, illustrator en fotograaf en beoefende hij hockey.
Hij overleed op 3 december 2013 na een kort ziekbed.

## Publicaties (selectie)
- Rozendaal, F.: De bijdragen van M. E. G. Bartels (1871–1936) en zijn zoons Max jr. (1902–1943), Ernst (1904–1976) en Hans (geboren 1906) tot de kennis van de Avifauna van de Indische Archipel: een historisch-ornithologïsche studie naar de verrichtingen van een familie van natuuronderzoekers in Nederlandsch-Indië en Indonesië, 1981
- Rozendaal, F.: De bijdragen van Andries Hoogerwerf (1906-1977) tot de kennis van de avifauna van de Indische Archipel : een historisch-ornithologische studie naar de verrichtingen van een natuuronderzoeker in Nederlandsch-Indië en Indonesië, Biohistorisch Instituut, 1981
- Rozendaal, F. G. (1984): Notes on macroglossine bats from Sulawesi and the Moluccas, Indonesia, with the description of a new species of Syconycteris Matschie, 1899 from Halmahera (Mammalia: Megachiroptera). Zoologische Mededelingen 58 (13):187-212
- Rozendaal, F. G. (1987): Description of a new species of Bush Warbler of the genus Cettia Bonaparte, 1834 (Aves: Sylviidae) from Yamdena, Tanimbar Islands, Indonesia. Zool. Med. 61: 177-202.
- Sangster, G. and F. Rozendaal (2004) Territorial songs and species-level taxonomy of nightjars of the Caprimulgus macrurus complex, with the description of a new species. Zoologische Verhandelingen (Leiden) Vol. 350 pp. 7–45.  PDF

Daarnaast artikelen in onder andere Dutch Birding, Ardea het tijdschrift van de NOU (o.a. notes on seabirds)  en Forktail het tijdschrift van de Oriental Bird Club.

### Publicaties als pdf beschikbaar via Naturalis
- A selection of articles by F. G. Rozendaal for the Rijksmuseum van Natuurlijke Historie

## Bron
- Arnoud van den Berg. Frank Rozendaal 1957-2013

- Gemeinsame Normdatei: 1147162069
- International Standard Name Identifier: 0000 0003 7070 1630
- Nederlandse Thesaurus van Auteursnamen: 072373865
- Virtual International Authority File: 250043501